# 144 km (obwód moskiewski)
144 km (ros. 144 км) – przystanek kolejowy w miejscowości Korytowo, w rejonie możajskim, w obwodzie moskiewskim, w Rosji. Położony jest na linii Moskwa – Mińsk – Brześć.